# American Campaign Medal
La American Campaign Medal è stata un riconoscimento militare degli Forze armate degli Stati Uniti d'America istituita con l'Ordine esecutivo n. 9265 dal Presidente Franklin D. Roosevelt, il 6 novembre 1942. La medaglia costituiva un riconoscimento a quei militari che avevano prestato servizio nei teatri di guerra minori durante la seconda guerra mondiale. Una medaglia simile, nota come American Defense Service Medal, fu assegnata a chi aveva prestato servizio nelle forze armate statunitensi dei due anni precedenti l'entrata in guerra degli Stati Uniti.

## Storia
La American Campaign Medal fu istituita con l'Ordine esecutivo n. 9265 dal Presidente degli Stati Uniti d'America Franklin D. Roosevelt, il 6 novembre 1942 e annunciata sul Bollettino di Guerra del Ministero n. 56 del 1942.
I criteri furono annunciati dall'Esercito con la circolare n. 1 del 1 gennaio 1943, cosicché il nastrino venne autorizzato prima del disegno della medaglia. I criteri per la medaglia furono pubblicati con la Circolare dell'Esercito n. 84 datata 25 marzo 1948 e successivamente pubblicati nell'Army Regulation 600-65, del 22 settembre 1948. La American Campaign Medal fu istituita come nastrino solo durante la seconda guerra mondiale e non venne istituita come medaglia che nel 1947.

## Criteri
I requisiti per ottenere la American Campaign Medal erano l'aver prestato servizio militare in uno dei teatri minori di guerra tra il 7 dicembre 1941 e il 2 marzo 1946 alle seguenti condizioni:
1. assegnazione permanente al di fuori dei limiti continentali degli Stati Uniti
2. assegnazione permanente come membro di un equipaggio navigante acque oceaniche per un periodo consecutivo di almeno 30 giorni o di almeno 60 non consecutivi
3. al di fuori dei confini continentali degli Stati Uniti con lo status di passeggero o in servizio per un periodo consecutivo di almeno 30 giorni o di almeno 60 non consecutivi
4. combattente attivo contro il nemico e aver ricevuto una decorazione bellica o poter esibire un certificato del comando generale di un corpo, di una unità superiore o di una forza indipendente attestante la partecipazione attiva in combattimento
5. all'interno dei confini continentali degli Stati Uniti per un periodo complessivo di almeno un anno

I confini del teatro di guerra americano erano:
- Il confine orientale dal Polo Nord verso sud lungo il 75º meridiano ovest di longitudine al 77º parallelo nord di latitudine, quindi verso sud-est attraverso lo Stretto di Davis all'intersezione del 40º parallelo nord di latitudine e al 35º meridiano ovest di longitudine, quindi verso sud lungo il meridiano fino al 10º parallelo nord di latitudine, quindi verso sud-est fino all'intersezione coll'Equatore e il 20º meridiano ovest di longitudine, quindi verso sud lungo il 20º meridiano ovest di longitudine fino al Polo Sud
- Il confine occidentale si trova dal Polo Nord verso sud lungo il 141º meridiano ovest di longitudine fino al confine orientale dell'Alaska, quindi verso sud e sud-est lungo il confine dell'Alaska all'Oceano Pacifico, quindi verso sud lungo il 130º meridiano fino alla sua intersezione con il 30º parallelo nord di latitudine, quindi verso sud-est all'intersezione dell'Equatore con il 100º meridiano ovest di longitudine quindi verso sud fino al Polo Sud.

## Aspetto
|  |  |

La medaglia è in bronzo di diametro di 1" e 1/4. Il recto fu disegnato da Thomas Hudson Jones. Esso mostra un cacciatorpediniere della Marina sulla rotta con un bombardiere B 24 che lo sorvola. In primo piano vi è un sommergibile nemico che sta affondando e sullo sfondo la skyline di una città. Alla sommità della medaglia vi sono le parole: AMERICAN CAMPAIGN.
Il verso della medaglia, disegnato da Adolph Alexander Weinman, è il medesimo utilizzato sul verso delle medaglie Asiatic-Pacific ed European-African-Middle Eastern Campaign. Esso rappresenta un'aquila di mare testabianca fra le date 1941 - 1945 e le parole UNITED STATES OF AMERICA.
Il nastro sospensore è largo 1" e 3/8 color blu oriente e al centro vi è una striscia di 1/8" divisa in tre parti rispettivamente color blu gloria, bianco, scarlatto e bianco. Tra il centro e i bordi vi sono strisce larghe 1/6" di colori bianco, nero, rosso e bianco. Il blu rappresenta le Americhe; le strisce centrali blu, bianco e rosso, prese dal nastro dell'American Defense Service Medal, rappresentano la continuità con quest'ultima dopo l'attacco di Pearl Harbor. Le strisce bianche e nere rappresentano la parte tedesca del conflitto sulla costa atlantica, mentre quelle rosse e bianche rappresentano i colori del Giappone e si riferiscono alla guerra sulle coste del Pacifico.